# 에드 루웰린

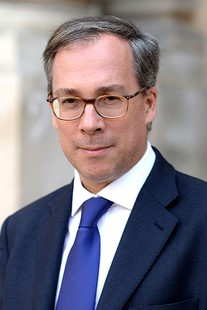
2017년의 루엘린 의원

스팁의 루엘린 남작, 에드워드 데이비드 제라드 루웰린 (Edward David Gerard Llewellyn, Baron Llewellyn of Steep OBE PC, 1965년 9월 23일~)은 영국의 정치인이다. 2016년 11월 9일부로 주프랑스 영국 대사를 맡고 있다. 이전에는 특별보좌관으로 활동하였으며, 데이비드 캐머런 정권에서 총리비서실장으로 활동하였다.

## 생애
훗날 상관이 되는 데이비드 캐머런과 비슷한 시기 이튼 칼리지에 진학하였으며, 정확히는 1년 선배로 들어갔다. 1983년 이튼 칼리지를 졸업한 루엘린은 보수당 중앙당에서 잠시 근무하다 옥스퍼드 뉴 칼리지에서 학업을 이어나갔고, 대학 내 학부실에서 회장 등을 맡기도 했다. 뉴 칼리지 동문으로는 라게 오마르, 스티브 힐튼, 이언 카츠 등이 있었다.
옥스퍼드를 떠난 루엘린은 홍콩으로 가서 크리스 패튼 홍콩 총독의 보좌관이 되었다. 패튼이 유럽 집행위원으로 임명되자 집행위원 고문단에 합류하였으며, 이어 보스니아 헤르체고비나의 고위대표로 활동하던 패디 애시다운 전 자유민주당 대표 밑에서 일하게 되었다. 1997년 대영 제국 훈작사를, 2006년 대영 제국 훈장 수훈하였다.
2005년 12월 보수당 당대표 선거에서 데이비드 캐머런 후보가 승리하자 루엘린은 제1야당대표의 비서실장으로 발탁된다. 5년 뒤 2010년 영국 총선에서 보수당이 우세를 점하고 자유민주당과의 연정 협상에 돌입할 당시 조지 오스본, 윌리엄 헤이그, 올리버 레트윈과 함께 보수당 측 협상단에 참여하였다. 네 사람은 협상을 성공적으로 타결시켜 보수당-자유민주당 연립내각 협약을 체결, 캐머런-클레그 연립내각 출범을 이끌게 된다.
캐머런이 영국 총리직에 오르자 루엘린 역시 총리비서실장직에 올랐다. 2011년 7월에는 루엘린이 런던광역경찰청 보조위원으로 활동하는 존 예이츠과 만나 캐머론에게 뉴스 인터내셔널 휴대전화 해킹 사건에 대해 이야기할 것을 주문하여 논란에 휩싸이기도 했다. 2015년 영국 총선에서 보수당이 승리한 뒤인 5월 14일 루엘린은 영국 추밀원에 입성하였다.
2016년 8월 데이비드 캐머런 총리가 퇴임하면서 진행한 수훈식에서 일대귀족직을 부여받았다. 10월 20일에는 햄프셔주 스팁의 이름을 따서 스팁의 루엘린 남작 (Baron Llewellyn of Steep)이란 칭호를 부여받게 되었다. 10월 31일에는 크리스 패튼과 윌리엄 헤이그의 소개로 귀족원(영국 상원) 의석을 얻게 되었다.
2016년 9월 23일 주프랑스 영국 대사로 임명되었으며, 대사로 재직하는 동안에는 귀족원 의석을 내려놓게 된다고 보도됐다. 11월 9일부터 '에드워드 루엘린'이란 이름으로 대사직에 정식 취임하였다. 이후 2021년 여름 메나 롤링스에게 대사직을 넘기고 다른 외무공직으로 넘어가게 되었다.